# Scytodes saci
Scytodes saci là một loài nhện trong họ Scytodidae.
Loài này thuộc chi Scytodes. Scytodes saci được miêu tả năm 2004 bởi Rheims & Antonio D. Brescovit.